# Alter Steinbruch Liekwegen
Der Alte Steinbruch Liekwegen ist ein Naturschutzgebiet in der niedersächsischen Stadt Obernkirchen und der Gemeinde Nienstädt in der Samtgemeinde Nienstädt im Landkreis Schaumburg.

## Allgemeines
Das Naturschutzgebiet mit dem Kennzeichen NSG HA 212 ist 22 Hektar groß. Es ist größtenteils vom Landschaftsschutzgebiet „Bückeberge“ umgeben. Das Naturschutzgebiet steht seit dem 27. Februar 2010 unter Naturschutz. Zuständige untere Naturschutzbehörde ist der Landkreis Schaumburg.

## Beschreibung
Das Naturschutzgebiet liegt südöstlich von Nienstädt am Nordrand der Bückeberge innerhalb des Naturparks Weserbergland Schaumburg-Hameln und stellt einen ehemaligen Sandsteinbruch unter Schutz. Dieser wird von einem Mosaik aus offenen Sohlflächen, flachen Kleingewässern, wassergefüllten Senken, Steilwänden, Geröll- und Abraumhalden und großen Steinblöcken geprägt. Daneben sind bewaldete Randbereiche in das Schutzgebiet einbezogen.
Das im Steinbruch anstehende Gestein besteht in erster Linie aus Sandstein, teilweise Tonschiefer und Steinkohle und ist von einer Mergel- und Lößlehmschicht bedeckt. Der Steinbruch, der einen bedeutsamen Lebensraum für zahlreiche Tier- und Pflanzenarten darstellt, sollte nach dem Ende des Abbaus 2003 rekultiviert werden. Dafür sollte er mit Erde verfüllt und aufgeforstet werden. Nachdem jedoch in dem Gebiet die Gelbbauchunke, eine vom Aussterben bedrohte Amphibienart, gefunden wurde, erwarb der Landkreis Schaumburg das Gelände mit Fördermitteln der Europäischen Union und stellte es unter Naturschutz.
Zum Erhalt des Lebensraums sind regelmäßige Pflegemaßnahmen notwendig, darunter gezielte Gehölzentnahmen, Abschiebung von Oberboden und Schaffung von Kleingewässern. Darüber hinaus werden rund 12 Hektar des Geländes mit Pferden beweidet, darunter auch mit drei im Wisentgehege Springe gezüchteten Sorraias, einer ursprünglich aus Portugal stammenden Pferderasse. Das Gebiet ist auch Teil eines NABU-Projekt zur Stärkung und Vernetzung von Gelbbauchunken-Vorkommen in Deutschland.
Im Naturschutzgebiet kommen rund 60 Brutvogelarten, neun Amphibien- und Reptilienarten, mehrere Libellen- und Heuschreckenarten sowie weitere Insektenarten vor, darunter neben der Gelbbauchunke u. a. Kreuzkröte, Feuersalamander, Schwalbenschwanz, Blauflügelige Ödlandschrecke, Neuntöter und Baumpieper.
Durch das Naturschutzgebiet, das vom Kreisverband Schaumburg des Naturschutzbundes Deutschland betreut wird, verläuft seit Mai 2010 ein Naturerlebnispfad, der zu 50 Prozent mit Mitteln der Europäischen Union aus dem EFRE-Programm und zu 30 Prozent mit Mitteln des Landes Niedersachsen finanziert wurde. Der Naturerlebnispfad macht das Schutzgebiet über zwei Rundwege und mehrere Stationen erlebbar und informiert über die Bedeutung des Lebensraums Steinbruch und seiner Artenvielfalt.